# Рафайнівська сільська рада
| Рафайнівська сільська рада — колишній орган місцевого самоврядування у Берегівському районі Закарпатської області з адміністративним центром у с. Рафайново. Сільській раді підпорядковані населені пункти: - с. Рафайново |

## Склад ради
Рада складається з 14 депутатів та голови.

## Керівний склад сільської ради
| ПІБ                    | Основні відомості                                                 | Дата обрання | Дата звільнення |
| ---------------------- | ----------------------------------------------------------------- | ------------ | --------------- |
| Феєш Шандор Шандорович | Сільський голова, 1960 року народження, освіта                    | 26.03.2006   | 31.10.2010      |
| Антал Йосип Вінцейович | Сільський голова, 1965 року народження, освіта середня спеціальна | 31.10.2010   |                 |

Примітка: таблиця складена за даними джерела